# Joseph Kosma

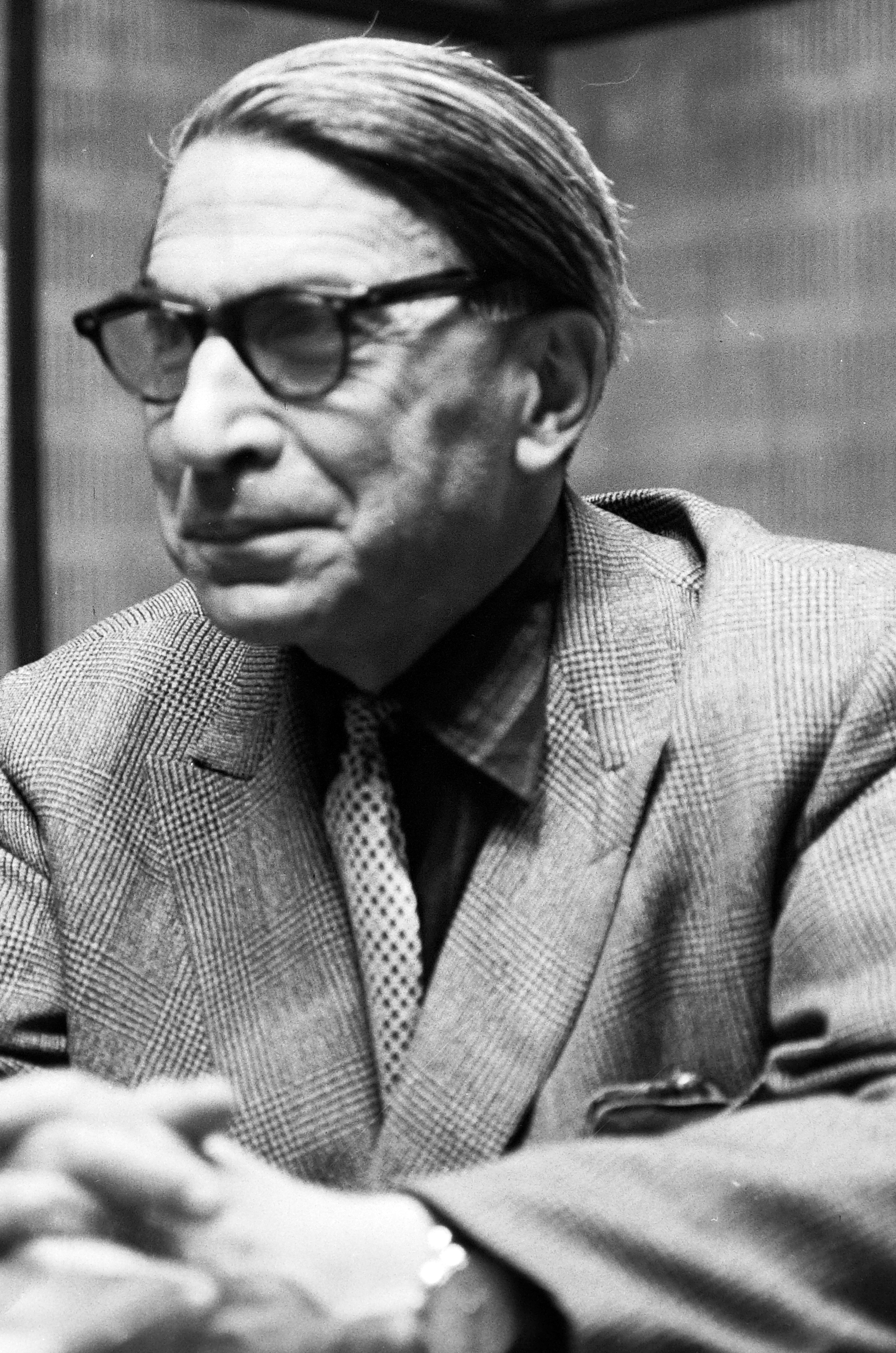
Joseph Kosma (1963)

Joseph Kosma (geboren 12. Oktober 1905 in Budapest, Österreich-Ungarn; gestorben 7. August 1969 in La Roche-Guyon, Frankreich) war ein ungarisch-französischer Komponist, der ab 1933 in Frankreich lebte. Er machte dort vor allem mit Filmmusiken auf sich aufmerksam, schrieb aber auch Chansons und Musik für Bühnenstücke.

## Leben
Kosmas ungarischer Geburtsname war József Kozma. Sein Vater war kleiner Schullehrer, seine Mutter hingegen stammte aus dem Großbürgertum. Seine Großmutter war eine Liszt-Schülerin, die ihn in die Anfänge des Klavierspiels einführte. Er begleitete Stummfilme in einem Kino. Seine erste Oper komponierte er mit elf Jahren. Unter seinen Lehrern an der Budapester Musikakademie waren Leó Weiner und Albert Siklós. 1928 ging er mit einem Stipendium nach Berlin, wo er Hanns Eisler, Bertolt Brecht und Lilli Apel, seine spätere Ehefrau, traf und im Theater bei Brecht am Klavier mitwirkte. 1933 emigrierte das Paar nach Paris. Infolge der deutschen Besetzung Frankreichs und der einsetzenden Judenverfolgung kam Kosma, der jüdischer Herkunft war, unter Hausarrest und erhielt Berufsverbot, doch der Dichter Jacques Prévert verschaffte ihm Aufträge in der Filmbranche, für die sich Kollegen als Strohmänner zur Verfügung stellten, die offiziell als Komponisten seiner Stücke auftraten. Er entging der Inhaftierung und Deportation ausländischer Juden aus Frankreich. 1944 kam Kosma bei einer Bombenexplosion mit einer Verwundung davon. Die französische Staatsbürgerschaft erhielt er 1948.
Zu den bedeutendsten Filmen, für die Kosma komponiert hat, zählen Bestie Mensch von Jean Renoir (1938), Kinder des Olymp von Marcel Carné (1943/45) und Das Frühstück im Grünen von Jean Renoir (1959).

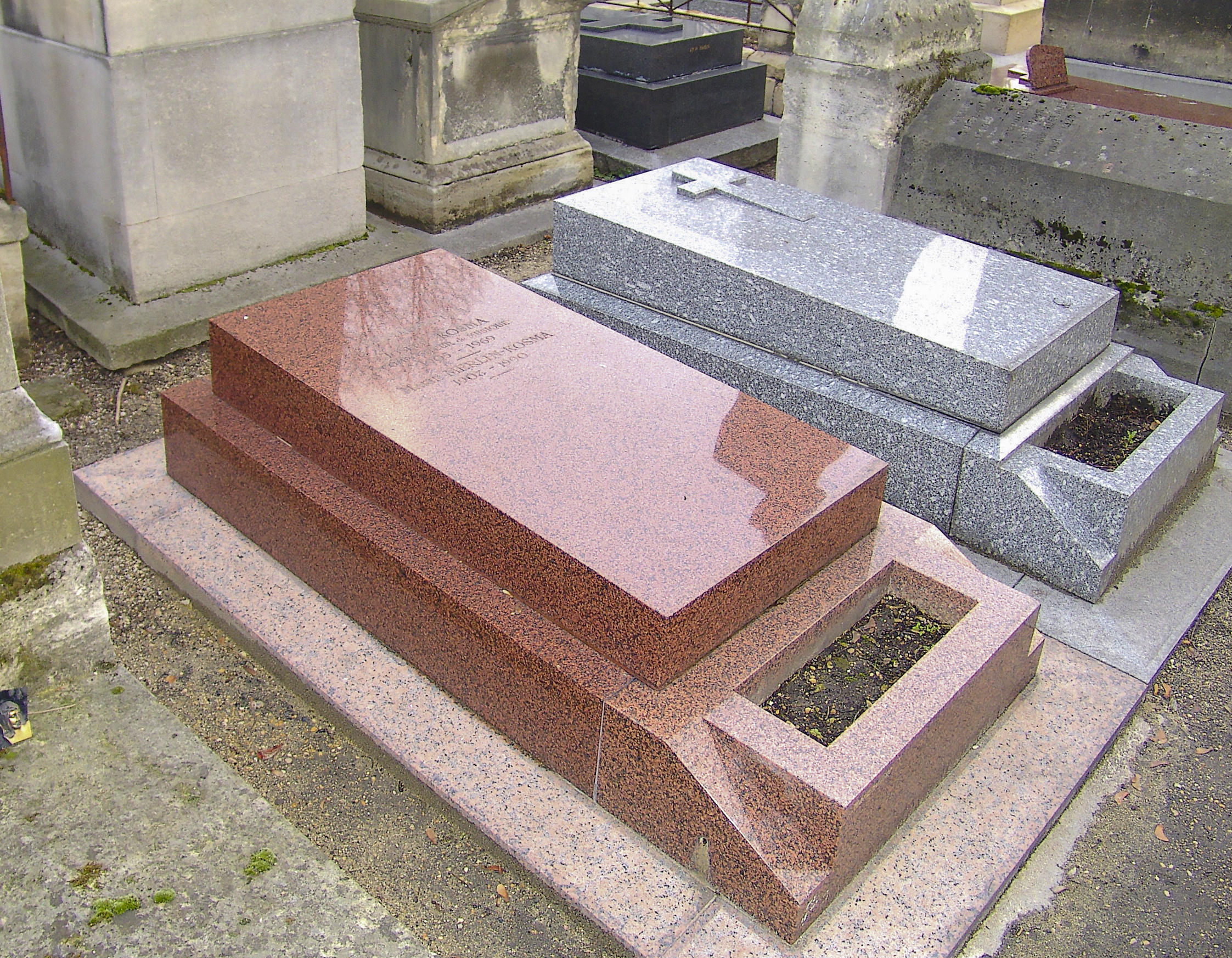
Kosmas Grab auf dem Cimetière de Montmartre

Für Prévert vertonte er bis 1950 mehr als 60 Gedichte. Kosmas bekanntestes Stück ist sein Chanson auf den Text Les feuilles mortes, das zuerst von der Diseuse Cora Vaucaire, später insbesondere von Juliette Greco und Yves Montand interpretiert und zu einem international rezipierten Jazzstandard (Autumn Leaves, meist mit englischem Text) wurde.
Kosma komponierte außerdem Musik für Opern, Ballette (u. a. für Roland Petit und Jean-Louis Barrault), Pantomimen (für Marcel Marceau), Bühnenstücke (für Jean-Paul Sartre, Georges Schehadé) sowie Vokalwerke, Orchesterstücke und Kammermusik.
Er starb im Jahr 1969 im Département Val-d’Oise bei Paris und wurde auf dem Cimetière de Montmartre in Paris beigesetzt.

## Filmografie (Auswahl)
- 1935: Das Verbrechen des Herrn Lange (Le crime de Monsieur Lange)
- 1936: Eine Landpartie (Partie de campagne)
- 1937: Die große Illusion (La grande illusion)
- 1938: Bestie Mensch (La Bête humaine)
- 1938: Die Marseillaise (La Marseillaise)
- 1943/45: Kinder des Olymp (Les enfants du paradis)
- 1946: Freibeuter der Liebe (Pétrus)
- 1946: Pforten der Nacht (Les portes de la nuit)
- 1947: SOS – 11 Uhr nachts (La Dame d’onze heures)
- 1948: Von Mensch zu Mensch (D’homme à hommes)
- 1949: Die Hafenbar von Marseille (Hans le Marin)
- 1949–1951: Le Jugement de Dieu
- 1950: Steppenrache (Vendetta en Camargue)
- 1950: Der schwarze Jack (Black Jack)
- 1952: Der eiserne Handschuh (The Green Glove)
- 1955: Sie zerbrachen nicht (Les Chiffonniers d'Emmaüs)
- 1956: Hauptstraße (Calle Mayor)
- 1956: Morgenröte (Cela s‘appelle l’aurore)
- 1956: Weiße Margeriten (Elena et les Hommes)
- 1958: Die schwarze Sklavin (Tamango)
- 1959: Katja, die ungekrönte Kaiserin
- 1959: Das Frühstück im Grünen (Le Déjeuner sur l’herbe)
- 1960: Der Schleier fiel…
- 1960: Die Karawane nach Zagora (El secreto de los hombres azules)
- 1963: Chagall (Dokumentarkurzfilm)

## Kompositionen
- 1959: Die Weber von Lyon – UA (Deutsche Staatsoper Berlin)[3]